# ماكسيم فيودوروف
ماكسيم فيودوروف (بالروسية: Фёдоров, Максим Викторович)‏ هو لاعب كرة قدم روسي في مركز الوسط، ولد في 20 يناير 1986 في مدينة تشيخوف في روسيا. لعب مع توربيدو موسكو ولوخ إينيرجيا فلاديفوستوك ونادي ميكا.

## وصلات خارجية
- ماكسيم فيودوروف على موقع اتحاد أوكرانيا (الإنجليزية)
- ماكسيم فيودوروف على موقع قاعدة بيانات كرة القدم.إي يو (الإنجليزية)
- ماكسيم فيودوروف على موقع Soccerway.com (الإنجليزية)